# DMA (informàtica)
DMA (Direct Memory Access) o Accés directe a memòria, és un mètode de transferència de dades que permet a qualsevol perifèric (port E/S, UART, ADC, disc dur, etc) d'accedir a la memòria RAM del sistema electrònic sense haver d'emprar el microprocessador.D'aquesta manera s'aconsegueix major velocitat d'accés i alhora alliberar el microprocessador per a altres tasques. Una transferència DMA consisteix principalment a copiar un bloc de memòria d'un dispositiu a un altre.
Molts sistemes de maquinari empren el sistema DMA, incloent-hi els controladors d'unitat de disc, targetes gràfiques, targetes de so, targetes Ethernet, targetes Wi-Fi, etc.

## Modes d'operació

### Mode ràfega
El bloc de memòria és transferit d'un sol cop. És el mètode més ràpid però durant la transferència la CPU resta inactiva.

### Mode robatori de cicle
El bloc de memòria és transferit byte a byte, o sigui, la CPU i el DMA s'alternen l'accés als busos del sistema. Aquest mètode no és tan ràpid com el mode ràfega.

### Mode transparent
El bloc de memòria és transferit quan la CPU no necessita els busos del sistema. Aquest mètode no ocupa temps de CPU però la transferència pot ser la més lenta.

## Exemples de bus que empren DMA
- Bus ISA.
- Bus PCI express.
- Bus Paral·lel ATA.
- VESA local bus.